# Mthethwa
Années 1780 – 1817
Entités suivantes :
- Royaume zoulou

Mthethwa (également orthographié Mtetwa et Mtétua) désigne la fédération d'une trentaine de tribus Nguni qui s'est formée au XVIIIe siècle en Afrique australe et a occupé le territoire entre les rivières Umfolozi et Tugela, près de la baie de Delagoa, aujourd'hui situé dans la région du KwaZulu-Natal en Afrique du Sud.
Dingiswayo son chef le plus célèbre, unifia des tribus Nguni, permettant aux chefs de chaque tribu de rester en place mais avec l'obligation de payer un tribut en bétail. Il conclut une alliance avec les Tsonga du nord au début du XIXe siècle et commence à commercer avec les Portugais au Mozambique. Aux environs de 1811, les Buthelezi et les autres tribus zouloues, y compris celle dirigée par Senzangakhona, sont intégrés dans une sorte de confédération avec la prédominance du clan Mthethwa. Dingiswayo est tué dans une bataille avec les Ndwandwe en 1817 ou 1818. La confédération Mthethwa est alors assimilée dans le Royaume zoulou sous la direction de Chaka, un ancien lieutenant de l'armée Mthethwa.